# Arpeggio

Symbol pro akord hraný jako arpeggio v notovém zápisu

Arpeggio je typ rozloženého akordu, v němž jsou tóny, z nichž je akord složen, hrány nebo zpívány ve vzestupném nebo sestupném pořadí.
Výraz arpeggio vychází z italského slova arpeggiare, což znamená, že akord se má hrát jako „na harfu“, tedy jeden tón za druhým.

## Vysvětlení
Arpeggio je skupina tónů, hraných jeden po druhém, kdy hráč hraje jednotlivé tóny akordu individuálně, nikoli dohromady. Styl se někdy také označuje jako rozklad akordů. Může se jednat například o jednoduchý akord s prvním, třetím a pátým tónem ve stupnici. Arpeggio akordu stupnice C dur jdoucího přes dvě oktávy by byly tóny C, E, G, C, E, G, C. Arpeggia se samozřejmě mohou rozkládat přes více než jednu oktávu.
Rozložený akord se běžně hraje vzestupně. Skladatel však může použít další speciální symboly pro určení směru hraní arpegií.

## Notace

Notace a použití

Pokud není arpeggio vypsáno v přesných notových hodnotách, je označeno svislou vlnovkou těsně před příslušným akordem.
Arpeggia vypsaná v přesných notových hodnotách nebo označená svislou vlnovkou se obvykle hrají zdola nahoru. Naproti tomu hraní shora dolů je u těchto těsně vrstvených akordů méně obvyklé. Z toho důvodu jsou arpeggia, která se hrají shora dolů, obvykle také vybavena šipkou označující směr arpeggia (od nejvyššího k nejnižšímu tónu nebo naopak). V některých případech jsou však i šipky ve standardním směru, aby byla zajištěna správná interpretace akordu.

## Použití
Arpeggia jsou jednoduchým a velmi účinným způsobem progresivního zdrobňování (variace akordů se stále menšími notovými hodnotami) a lze je tedy velmi dobře použít k oživení hudebního díla. Existuje mnoho skladeb, které jsou složeny převážně z arpeggií, například preludium C-dur z WTK cyklu 1 od Bacha, improvizované Ges-dur od Schuberta a také mnoho „show etud“ 19. století, jako je C-dur etuda od Chopina.

## Historie
Arpeggio, stejně jako trylek, bylo původně jednou z hudebních ozdob, kterou nevytvořil skladatel, ale byla ponechána na vkusu a dovednosti hudebníka.
První náznaky hudebních ozdob se dokládají kolem roku 1500.
Renesance
Arpeggio sloužilo kromě ornamentiky zejména k prodlužování zvuku u akordických nástrojů s krátkou délkou zvuku (klávesové nástroje jako virginál, cembalo aj., dále loutna, kytara, harfa a později theorba). Bylo také běžné na smyčcových nástrojích, jako byla ve staré hudbě gamba.
Baroko

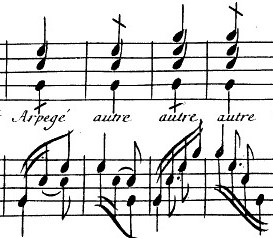
Výňatek z Marques des Agrements erleur signification vePièces de clavecin skladatele Jean-Henri d'Angleberta (1689).

V období baroka se arpeggio stalo zvláště důležitým v praxi basso continuo. Tato možnost dekorace, přidaná hudebníkem, je zmíněna v různých učebnicích.
Notovaná arpeggia najdeme i v dílech pro obligátní akordové nástroje. Od 18. století jsou i ve zkratkách nebo byly hudebníkem přidány. Zkratka se v různých dekoračních tabulkách objevuje jako čára na nožičce noty. Může také urččovat směr arpeggia.
Robert de Visée nazýval přerušený akord jako separer (oddělovat, oddělit)
Arpeggia lze nalézt i na jiných nástrojích.
Jako příklad pro smyčcové nástroje jsou Sonáty a partity pro sólové housle skladatele Johanna Sebastiana Bacha.
Další vývoj
V důsledku vývoje k přesnějšímu zápisu se v 18. a 19. století arpeggio přidané hráčem stalo méně důležitým. Podobné, především notované formy, jako například Albertiho bas nebo také notovaná arpeggia, existovala i nadále. Patří sem Malá studie, č. 14 ze Schumannova alba pro mládež. V dalším vývoji  se v polovině 19. století objevila notace jako písemný projev..Rozšířil se věak až na přelomu století.
Moderna
Při hře na elektrickou kytaru se arpeggio  často kombinuje s technikou sweeping, aby se dosáhlo vyšších rychlostí hraní.
V elektronické hudbě, jako jsou syntezátory, se k nahrávání arpeggia,používá arpeggiator, kterým je pak lze přehrát úderem nebo signálem.
V rané hudbě videoher a z ní vzniklým chiptune se rychlá arpeggia často používají kvůli omezenému počtu zvukových kanálů, a proto se pro mnoho lidí stala akustickým symbolem tohoto žánru.

## Reference

Notace a použití